# Władimir Miendielewicz
Władimir Dawydowicz Miendielewicz (ros. Влади́мир Давы́дович Менделе́вич; ur. 5 grudnia 1956 w Kazaniu) – radziecki i rosyjski lekarz psychiatra, narkolog i psychoterapeuta, doktor nauk medycznych, profesor, współpracujący w charakterze eksperta ze Światową Organizacją Zdrowia.

## Prace
- В.Д. Менделевич: Психиатрическая пропедевтика. Wyd. 6. Moskwa: ИД «Городец», 2019, seria: Практическое руководство. ISBN 978-5-907085-28-2. (ros.). Brak numerów stron w książce